# Beatrice Lorenzin
Beatrice Lorenzin (ur. 14 października 1971 w Rzymie) – włoska polityk, działaczka partyjna, młodzieżowa i samorządowa, parlamentarzystka, od 2013 do 2018 minister zdrowia w rządach Enrica Letty, Mattea Renziego oraz Paola Gentiloniego.

## Życiorys
Ukończyła liceum klasyczne. Od połowy lat 90. była etatową działaczką organizacji młodzieżowej Forza Italia, w 1999 została koordynatorem regionalnym w Lacjum. Uzyskiwała mandat radnej XIII dzielnicy (1997) i radnej Rzymu (2001). W latach 2004–2006 kierowała gabinetem politycznym wiceministra Paola Bonaiutiego. Następnie do 2008 pełniła funkcję koordynatora krajowego organizacji politycznej Forza Italia – Giovani per la Libertà.
W 2008 została wybrana w skład Izby Deputowanych XVI kadencji. Reelekcję na XVII kadencję uzyskała w 2013.
27 kwietnia 2013 kandydat na premiera Enrico Letta ogłosił jej nominację na urząd ministra zdrowia, który objęła następnego dnia. 15 listopada 2013 przeszła do Nowej Centroprawicy, którą powołał wicepremier Angelino Alfano. Dotychczasową funkcję ministra utrzymała również w powołanym 22 lutego 2014 gabinecie Mattea Renziego oraz w utworzonym 12 grudnia 2016 rządzie Paola Gentiloniego.
W 2017 została członkinią powstałej na bazie Nowej Centroprawicy partii Alternativa Popolare. Stanęła na czele jej skrzydła opowiadającego się za współpracą wyborczą z centrolewicą, a także na czele centrowej koalicji Civica Popolare współpracującej z PD. W wyborach w 2018 utrzymała mandat posłanki na XVIII kadencję, wygrywając w okręgu większościowym. 1 czerwca tegoż roku zakończyła pełnienie funkcji rządowej. W 2019 dołączyła do Partii Demokratycznej. W 2022 została wybrana w skład Senatu XIX kadencji.